# Chichilianne
Chichilianne est une commune française située dans le département de l'Isère en région Auvergne-Rhône-Alpes.
Petit village de moyenne montagne essentiellement rural à vocation résidentielle situé dans la région naturelle du Trièves, son bourg central se situe au pied du Mont Aiguille, butte-témoin laissée par l'érosion et semblant détaché des falaises du massif du Vercors.
La commune est le cadre d'une partie de l'action du roman de l'écrivain Jean Giono, Un roi sans divertissement, mais son nom est orthographié dans ce roman avec un seul "n".

## Géographie

### Situation et description

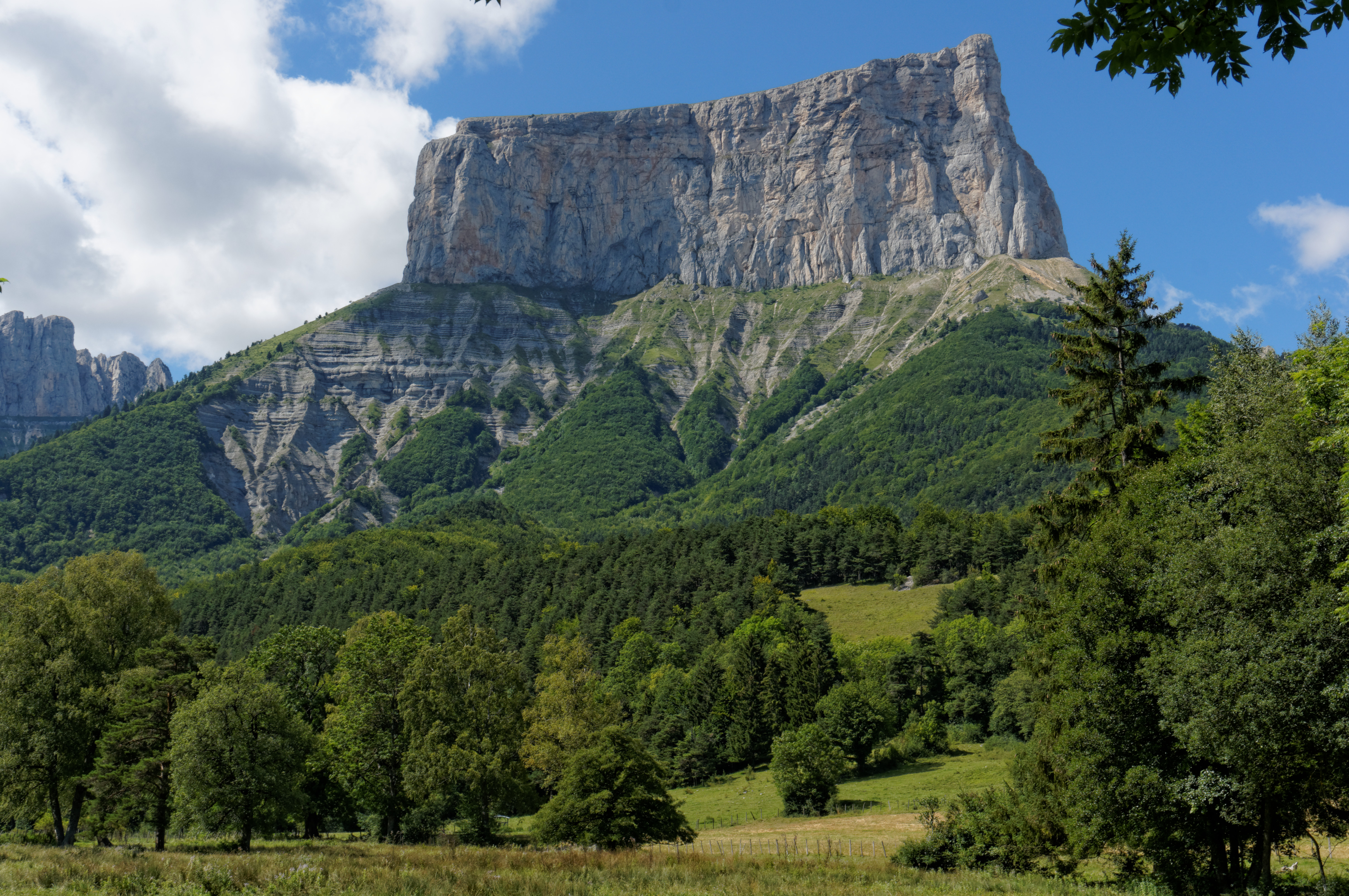
Le Mont Aiguille vu de Ruthière.

Chichilianne est une petite commune du Trièves, située à 60 km au sud de la ville de Grenoble.
Ce village de moyenne montagne est niché au pied du mont Aiguille (une des sept merveilles du Dauphiné), entre le Vercors (à l’ouest), le plateau du Trièves (à l'est) et le Diois (au sud).
L’urbanisation est principalement bâtie sur la partie la plus plate du territoire communal, en différents hameaux, à 1 000 mètres d’altitude de moyenne. Cependant, l’altitude varie fortement selon que l'on se situe en fond de vallée ou sur les hauts plateaux du Vercors.
Chichilianne fait partie de l'aire urbaine de Grenoble. Son territoire est situé dans le périmètre du parc naturel régional du Vercors. La commune a une part de son territoire située sur la Réserve naturelle nationale des Hauts-Plateaux du Vercors, comme 10 autres communes de la Drôme et l'Isère.

### Communes limitrophes
La commune de Chichilianne est limitrophe de sept communes, dont, à l'ouest et au sud, deux communes situées dans le département de la Drôme, dont Treschenu-Creyers désormais fusionnée avec Châtillon-en-Diois. Chichilianne utilise le bureau de poste de Clelles avec le même code postal 38930.
| Gresse-en-Vercors | Saint-Michel-les-Portes Saint-Martin-de-Clelles | Clelles          |
| Romeyer (Drôme)   | Chichilianne                                    | Clelles Le Percy |
|                   | Châtillon-en-Diois (Drôme)                      | Le Percy         |

Voici ci-dessous une carte représentant le découpage territorial des communes limitrophes :

### Géologie
Vu depuis le sud, Le soubassement rocheux du Trièves est en grande partie formé par les terres noires du Jurassique supérieur, qui sont majoritairement recouvertes en surface par des alluvions quaternaires surtout formées de terrasses emboitées, d'origine rissiennes et wurmiennes.

#### Sites géologiques remarquables
En 2014, cinq sites géologiques remarquables de la commune sont classés à l'« Inventaire du patrimoine géologique » :
1. La « plate-forme urgonienne de la montagne de Glandasse (dont "Le Pestel") » est un site de 1 970,37 hectares, qui se trouve sur les communes de Châtillon-en-Diois (aux lieux-dits de Montagne du Glandasse et Le Pestel), Die, Laval-d'Aix, Romeyer, Treschenu-Creyers et Chichilianne. En 2014, elle est classée « trois étoiles » à l'« Inventaire du patrimoine géologique » ;
2. La « bordure de plate-forme carbonatée de "La Montagnette" », de 4,9 hectares sur les communes de Chichilianne et Treschenu-Creyers (aux lieux-dits Vallon de Combeau et Fontaine des Prêtres), est un site d'intérêt sédimentologique classé « trois étoiles » à l'« Inventaire du patrimoine géologique » ;
3. La « butte témoin du Mont Aiguille » est un site d'intérêt géomorphologique de 25,68 hectares, classé « deux étoiles » à l'« Inventaire du patrimoine géologique », qui se trouve sur les communes de Saint-Martin-de-Clelles, Saint-Michel-les-Portes et Chichilianne (Le Mont-Aiguille) ;
4. La « tufière de Darne », sur la commune voisine de StMartin de Clelles, est un site d'intérêt Sédimentologique, classé « trois étoiles » à l'« Inventaire du patrimoine géologique » ;
5. Le « système morainique de Chichilianne », à Donnière et Scierie Falquet, est un site d'intérêt géomorphologique, classé « deux étoiles » à l'« Inventaire du patrimoine géologique ».

### Climat
Pour des articles plus généraux, voir Climat d'Auvergne-Rhône-Alpes et Climat de l'Isère.
En 2010, le climat de la commune est de type climat de montagne, selon une étude du Centre national de la recherche scientifique s'appuyant sur une série de données couvrant la période 1971-2000. En 2020, Météo-France publie une typologie des climats de la France métropolitaine dans laquelle la commune est exposée à un climat de montagne ou de marges de montagne et est dans la région climatique  Alpes du sud, caractérisée par une pluviométrie annuelle de 850 à 1 000 mm, minimale en été. 
Pour la période 1971-2000, la température annuelle moyenne est de 8,4 °C, avec une amplitude thermique annuelle de 16,5 °C. Le cumul annuel moyen de précipitations est de 1 108 mm, avec 9,9 jours de précipitations en janvier et 6,1 jours en juillet. Pour la période 1991-2020, la température moyenne annuelle observée sur la station météorologique installée sur la commune est de 9,0 °C et le cumul annuel moyen de précipitations est de 1 252,5 mm,. Pour l'avenir, les paramètres climatiques de la commune estimés pour 2050 selon différents scénarios d'émission de gaz à effet de serre sont consultables sur un site dédié publié par Météo-France en novembre 2022.
| Mois                                  | jan.          | fév.           | mars         | avril       | mai           | juin          | jui.          | août        | sep.          | oct.          | nov.          | déc.         | année      |
| ------------------------------------- | ------------- | -------------- | ------------ | ----------- | ------------- | ------------- | ------------- | ----------- | ------------- | ------------- | ------------- | ------------ | ---------- |
| Température minimale moyenne (°C)     | −4            | −4,3           | −1,2         | 2,3         | 5,5           | 9,1           | 10,6          | 10,4        | 7,5           | 4,6           | 0,4           | −3           | 3,2        |
| Température moyenne (°C)              | 0,3           | 0,7            | 4,5          | 8,5         | 11,8          | 16,1          | 18,1          | 17,5        | 13,9          | 10,1          | 4,9           | 1,4          | 9          |
| Température maximale moyenne (°C)     | 4,6           | 5,8            | 10,2         | 14,7        | 18,1          | 23,1          | 25,6          | 24,7        | 20,3          | 15,6          | 9,4           | 5,7          | 14,8       |
| Record de froid (°C) date du record   | −16 19.01.17  | −21,5 05.02.12 | −17 01.03.05 | −7 20.04.17 | −3,5 17.05.12 | −0,8 01.06.06 | 2 25.07.11    | 2 28.08.11  | −0,5 15.09.17 | −7,5 26.10.03 | −14 27.11.10  | −19 20.12.09 | −21,5 2012 |
| Record de chaleur (°C) date du record | 16,2 27.01.16 | 19 07.02.11    | 22 17.03.04  | 25 22.04.18 | 31,5 23.05.09 | 34,2 29.06.19 | 35,5 07.07.15 | 36 04.08.03 | 30,5 06.09.06 | 26 07.10.09   | 22,5 02.11.20 | 16 28.12.15  | 36 2003    |
| Précipitations (mm)                   | 108,4         | 79,7           | 86,6         | 99,7        | 105,2         | 81,2          | 82,4          | 87          | 106,2         | 132,2         | 154,5         | 129,4        | 1 252,5    |

### Hydrographie
Le territoire communal est sillonné par quelques torrents issus du massif du Vercors, sous-affluents de l'Ébron.

### Voies de communication
Chichilianne est accessible depuis Grenoble par deux routes principales : L'ancienne route nationale 75 devenue route départementale 1075, à la suite d'un déclassement et l'autoroute A51 dénommée officiellement « autoroute du Trièves ».

## Urbanisme

### Typologie
Au 1er janvier 2024, Chichilianne est catégorisée commune rurale à habitat dispersé, selon la nouvelle grille communale de densité à sept niveaux définie par l'Insee en 2022.
Elle est située hors unité urbaine. Par ailleurs la commune fait partie de l'aire d'attraction de Grenoble, dont elle est une commune de la couronne,. Cette aire, qui regroupe 204 communes, est catégorisée dans les aires de 700 000 habitants ou plus (hors Paris),.

### Occupation des sols
L'occupation des sols de la commune, telle qu'elle ressort de la base de données européenne d’occupation biophysique des sols Corine Land Cover (CLC), est marquée par l'importance des forêts et milieux semi-naturels (89,6 % en 2018), une proportion identique à celle de 1990 (89,6 %). La répartition détaillée en 2018 est la suivante :
milieux à végétation arbustive et/ou herbacée (35,6 %), forêts (35,1 %), espaces ouverts, sans ou avec peu de végétation (18,9 %), prairies (6,2 %), terres arables (2,8 %), zones agricoles hétérogènes (1,4 %). L'évolution de l’occupation des sols de la commune et de ses infrastructures peut être observée sur les différentes représentations cartographiques du territoire : la carte de Cassini (XVIIIe siècle), la carte d'état-major (1820-1866) et les cartes ou photos aériennes de l'IGN pour la période actuelle (1950 à aujourd'hui).

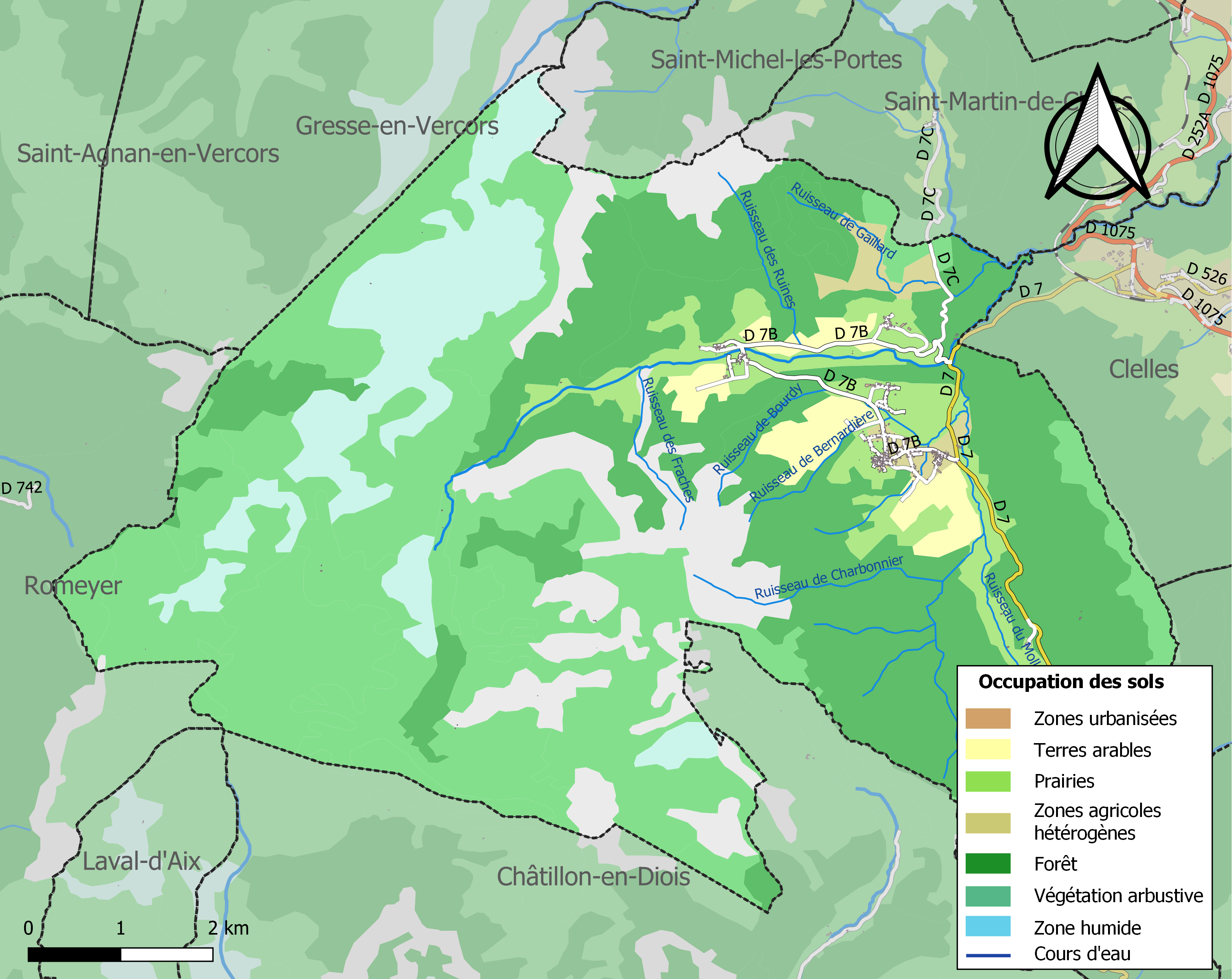
Carte des infrastructures et de l'occupation des sols de la commune en 2018 (CLC).

### Hameaux, lieux-dits et écarts
Le territoire de la commune de Chichilianne comprend plusieurs hameaux dispersés autour du bourg central de Chichilianne.
Les hameaux se nomment:

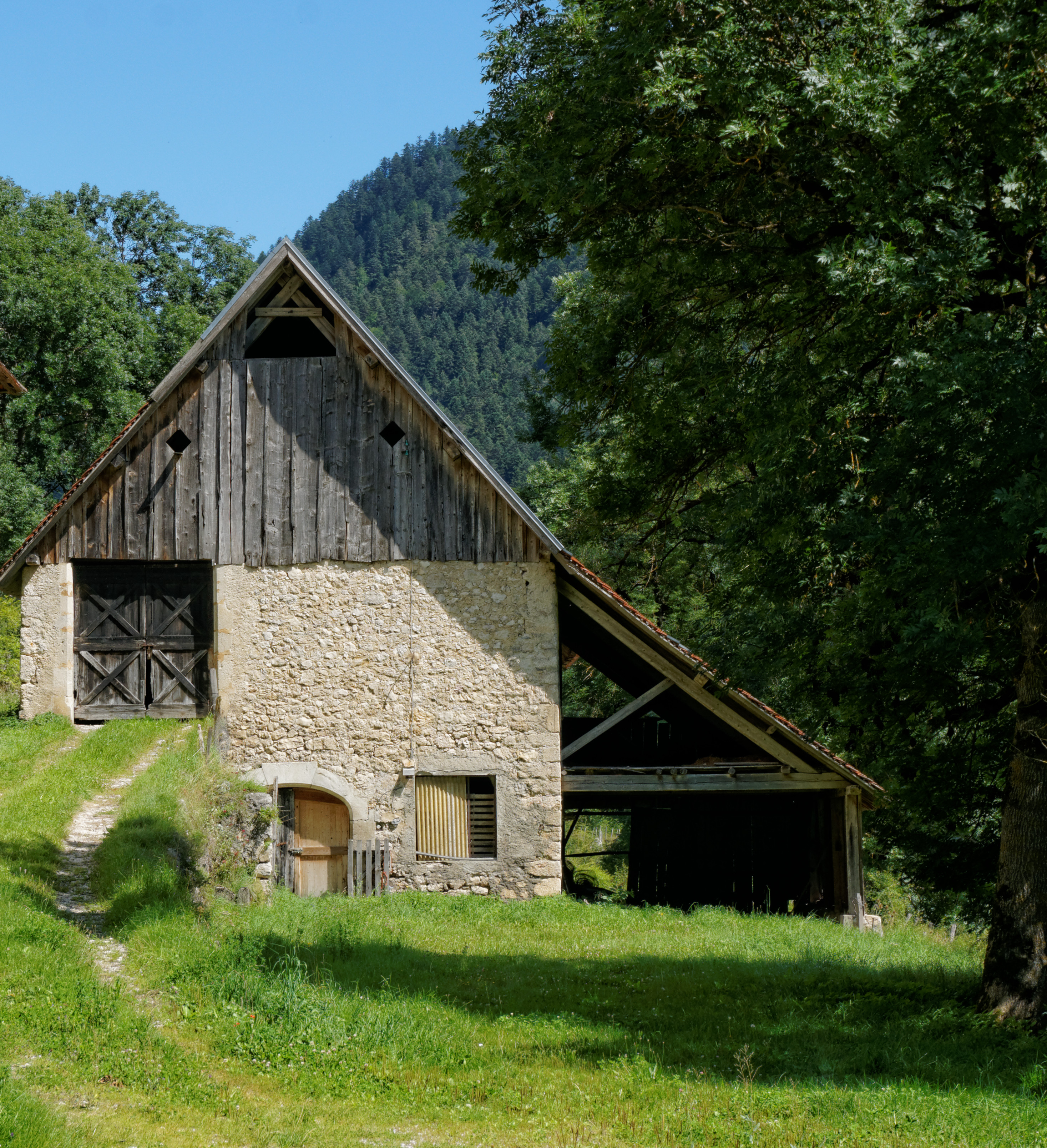
Une grange à Ruthière.

- l'Église, centre de la commune où on retrouve la mairie, l'école, l'église, le point Infos tourisme et randos "Porte des Hauts-Plateaux", le gîte et restau-café Le Randonneur;
- les Oches ;
- Passières ;
- Châteauvieux ;
- Donnière ;
- Richardière ;
- Ruthière ;
- Bernardière.

On compte aussi deux fermes isolées à la Clavelière et aux Reymondins et un ancien moulin transformé en scierie au lieu-dit le Martinet.

### Risques naturels et technologiques

#### Risques sismiques
L'ensemble du territoire de la commune de Chichilianne est situé en zone de sismicité no 3 (sur une échelle de 1 à 5), comme la plupart des communes de son secteur géographique. Ce territoire se situe cependant au sud de la limite d'une zone sismique classifiée de « moyenne ».
| Type de zone | Niveau            | Définitions (bâtiment à risque normal) |
| ------------ | ----------------- | -------------------------------------- |
| Zone 3       | Sismicité modérée | accélération = 1,1 m/s2                |

## Toponymie
L'origine du nom vient probablement du patronyme romain Cicilianus, qui aurait été celui du propriétaire d'une des premières « villa » romaine (exploitation agricole).

## Histoire
Pour un article plus général, voir Histoire de l'Isère.

## Politique et administration

### Liste des maires

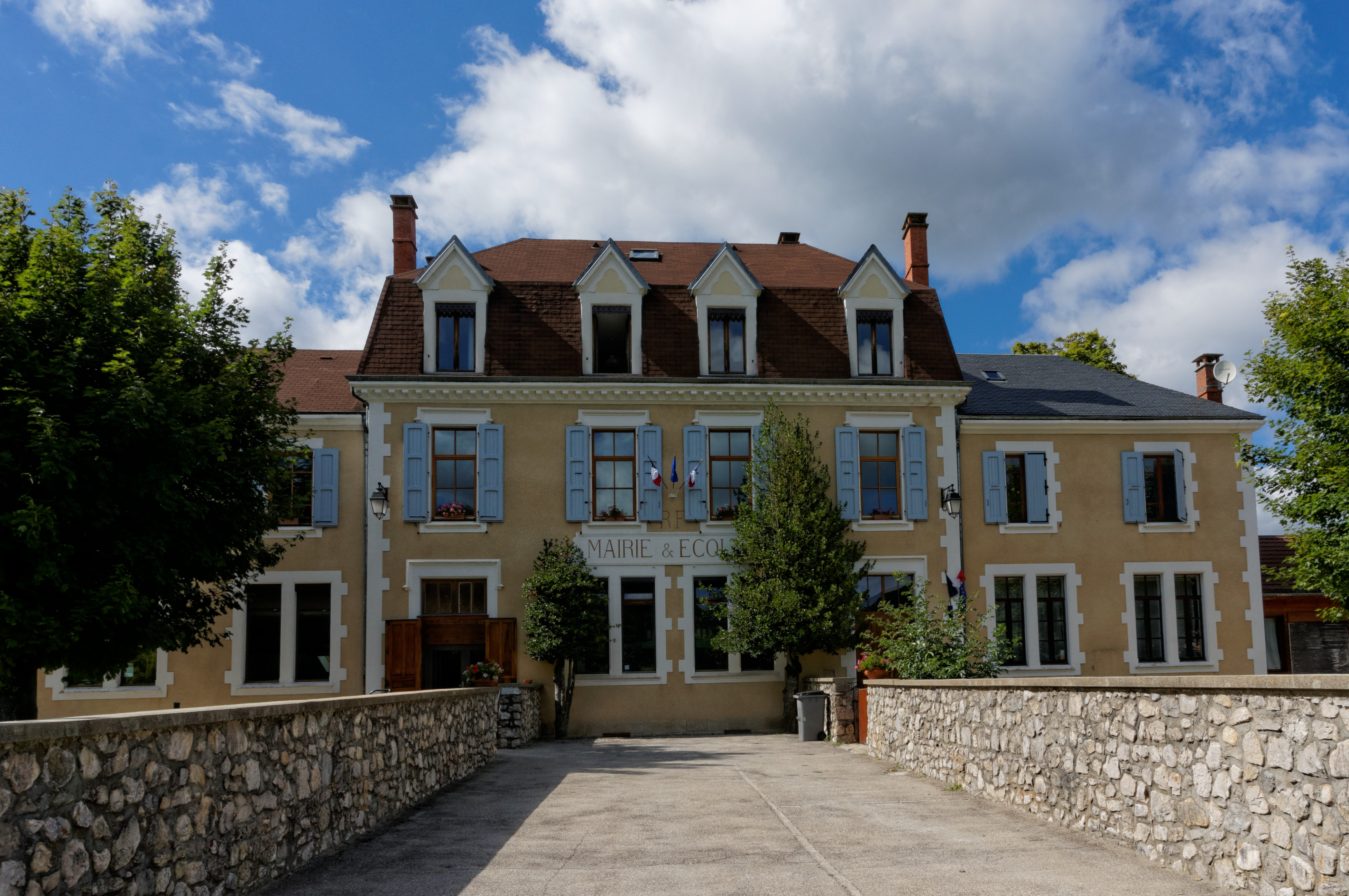
La mairie.

| Période                                  | Période  | Identité         | Étiquette | Qualité     |
| ---------------------------------------- | -------- | ---------------- | --------- | ----------- |
| 2001                                     | 2014     | Gilbert Correard |           |             |
| 2014                                     | 2020     | Yann Souriau     |           |             |
| 2020                                     | En cours | Eric Vallier     |           | Agriculteur |
| Les données manquantes sont à compléter. |          |                  |           |             |

### Jumelages
En 2019, Chichilianne n'est jumelée avec aucune autre commune.

## Population et société

### Démographie
L'évolution du nombre d'habitants est connue à travers les recensements de la population effectués dans la commune depuis 1793. Pour les communes de moins de 10 000 habitants, une enquête de recensement portant sur toute la population est réalisée tous les cinq ans, les populations de référence des années intermédiaires étant quant à elles estimées par interpolation ou extrapolation. Pour la commune, le premier recensement exhaustif entrant dans le cadre du nouveau dispositif a été réalisé en 2007.

En 2022, la commune comptait 326 habitants, en évolution de +10,51 % par rapport à 2016 (Isère : +3,07 %, France hors Mayotte : +2,11 %).
| 1793  | 1800 | 1806 | 1821 | 1831 | 1836 | 1841 | 1846 | 1851 |
| ----- | ---- | ---- | ---- | ---- | ---- | ---- | ---- | ---- |
| 1 025 | 714  | 642  | 668  | 716  | 730  | 641  | 642  | 648  |

| 1856 | 1861 | 1866 | 1872 | 1876 | 1881 | 1886 | 1891 | 1896 |
| ---- | ---- | ---- | ---- | ---- | ---- | ---- | ---- | ---- |
| 645  | 656  | 688  | 628  | 630  | 568  | 613  | 611  | 575  |

| 1901 | 1906 | 1911 | 1921 | 1926 | 1931 | 1936 | 1946 | 1954 |
| ---- | ---- | ---- | ---- | ---- | ---- | ---- | ---- | ---- |
| 553  | 432  | 440  | 308  | 300  | 275  | 264  | 215  | 198  |

| 1962 | 1968 | 1975 | 1982 | 1990 | 1999 | 2006 | 2007 | 2012 |
| ---- | ---- | ---- | ---- | ---- | ---- | ---- | ---- | ---- |
| 167  | 170  | 130  | 159  | 158  | 207  | 263  | 271  | 279  |

| 2017 | 2022 | - | - | - | - | - | - | - |
| ---- | ---- | - | - | - | - | - | - | - |
| 305  | 326  | - | - | - | - | - | - | - |

### Enseignement
La commune est rattachée à l'académie de Grenoble.

### Équipements sportifs
La commune gère une petite station de ski nordique située au pied du Mont Aiguille.

### Médias
Historiquement, le quotidien à grand tirage Le Dauphiné libéré consacre, chaque jour, y compris le dimanche, dans son édition de l'Isère-Sud, un ou plusieurs articles à l'actualité du canton de la communauté de communes, ainsi que des informations sur les éventuelles manifestations locales, les travaux routiers, et autres événements divers à caractère local.
La commune est située sur l'aire de diffusion de radio Ici Isère, une radio publique qui émet sur tout le territoire du département de l'Isère.

### Cultes
L'église (propriété de la commune) et la communauté catholique de Chichilianne dépendent de la paroisse Notre-Dame d'Esparron (Relais du Mont-Aiguille), elle-même rattachée au diocèse de Grenoble-Vienne.

## Économie

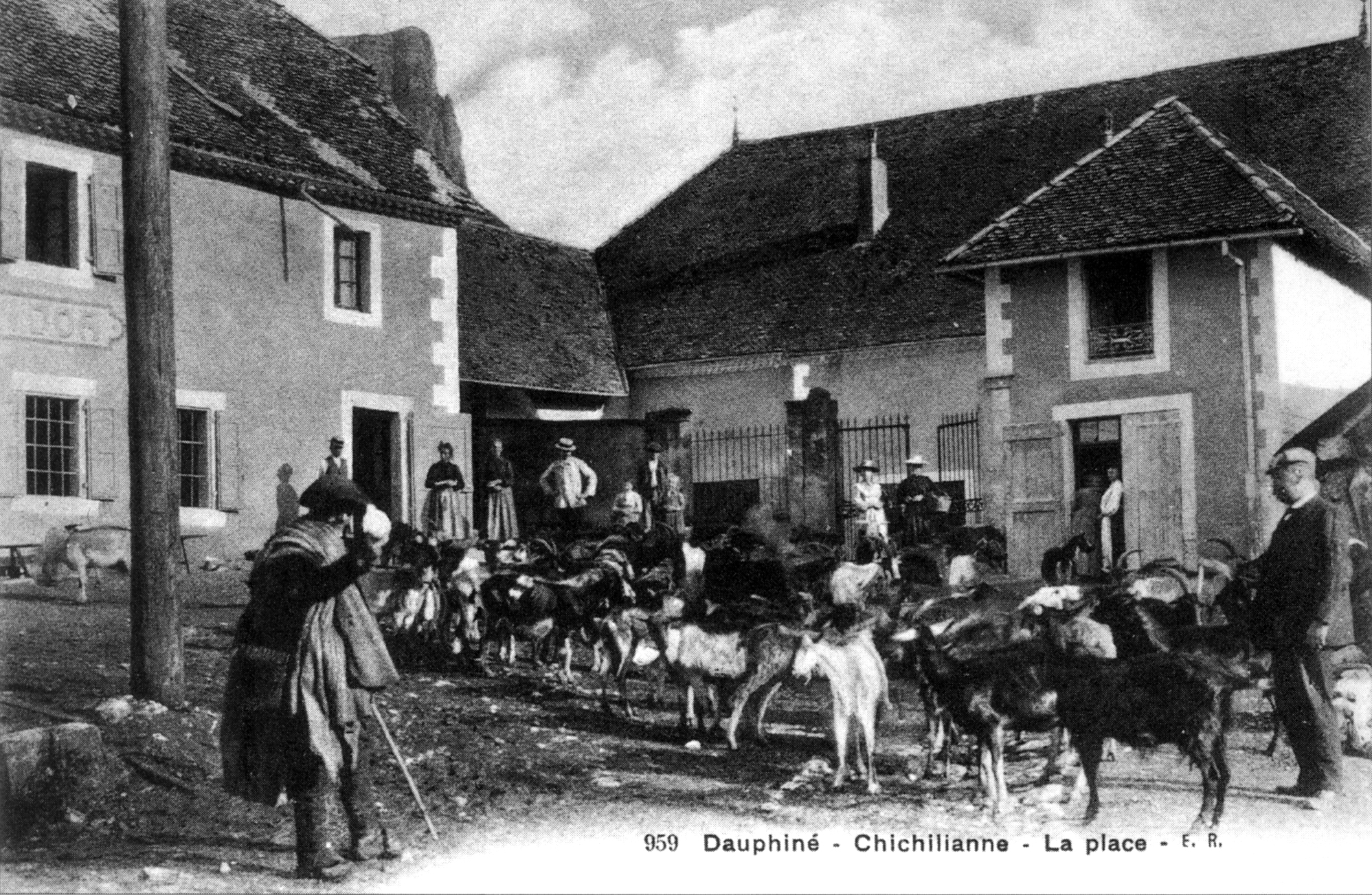
Un troupeau de chèvres de retour de l'alpage sur la place de Chichilianne entre 1900 et 1920.

L'élevage caprin dans le Trièves, et à Chichilianne aussi, était très développé entre 1860 et 1914, pour suivre la demande des peaux pour l'artisanat et l'industrie de la ganterie grenobloise. Cet élevage intense permettait aussi de produire et commercialiser une grande quantité de fromage produit à partir du lait de chèvre.

## Culture et patrimoine

### Patrimoine religieux
Ce village possède une église situé dans le bourg central. Cet édifice religieux est de construction typique du Trièves avec son clocher élancé.
- Église Notre-Dame de Chichilianne
- Ermitage Notre-Dame d’Esparron, situé sur le territoire de la commune du Percy mais plus proche du bourg de Chichilianne.

### Patrimoine civil
Ce village permet de voir de nombreuses petites maisons typiques du Trièves, ainsi que deux châteaux des XIVe – XVe siècle : le château de Ruthière et le château de Passières. Ce dernier vous propose une petite exposition consacrée à Édith Berger, peintre grenobloise, ainsi qu'un hôtel restaurant.
Le château de Ruthière fut, vers 1450, souvent fréquenté comme résidence de chasse par le dauphin Louis II, futur Louis XI.

Quelques photos des monuments et lieux de Chichilianne
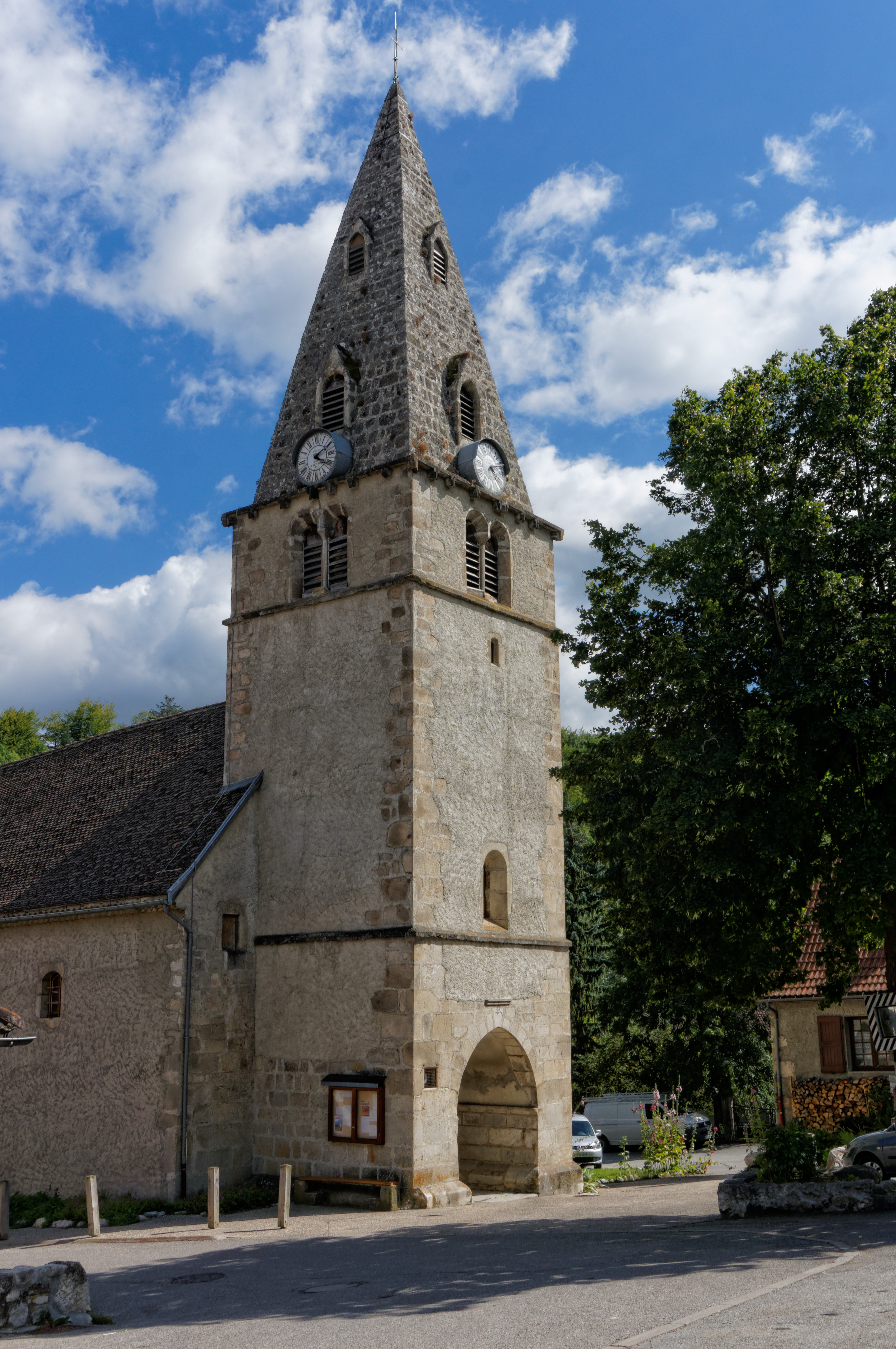
Église de Chichilianne
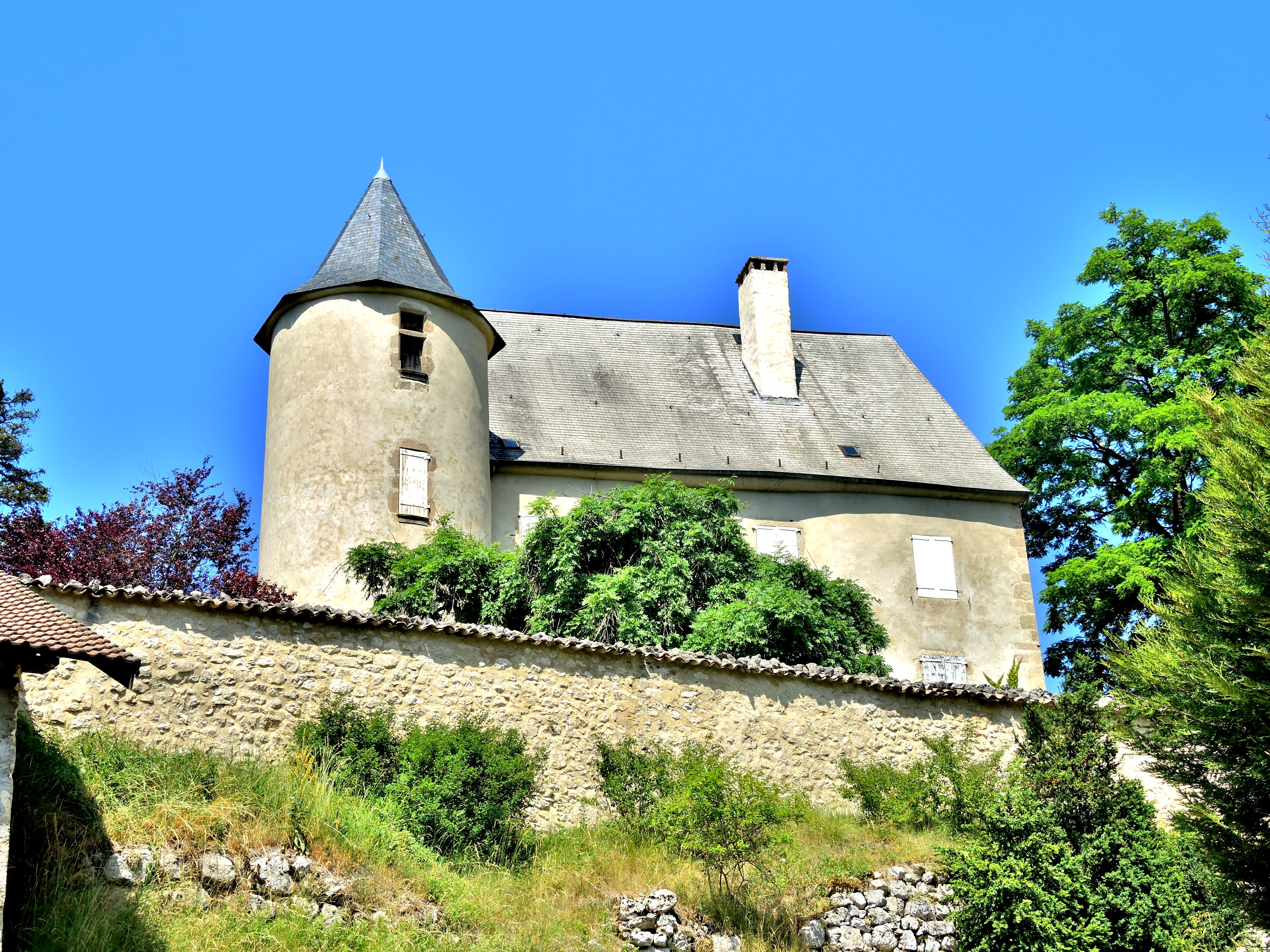
Château de Ruthière
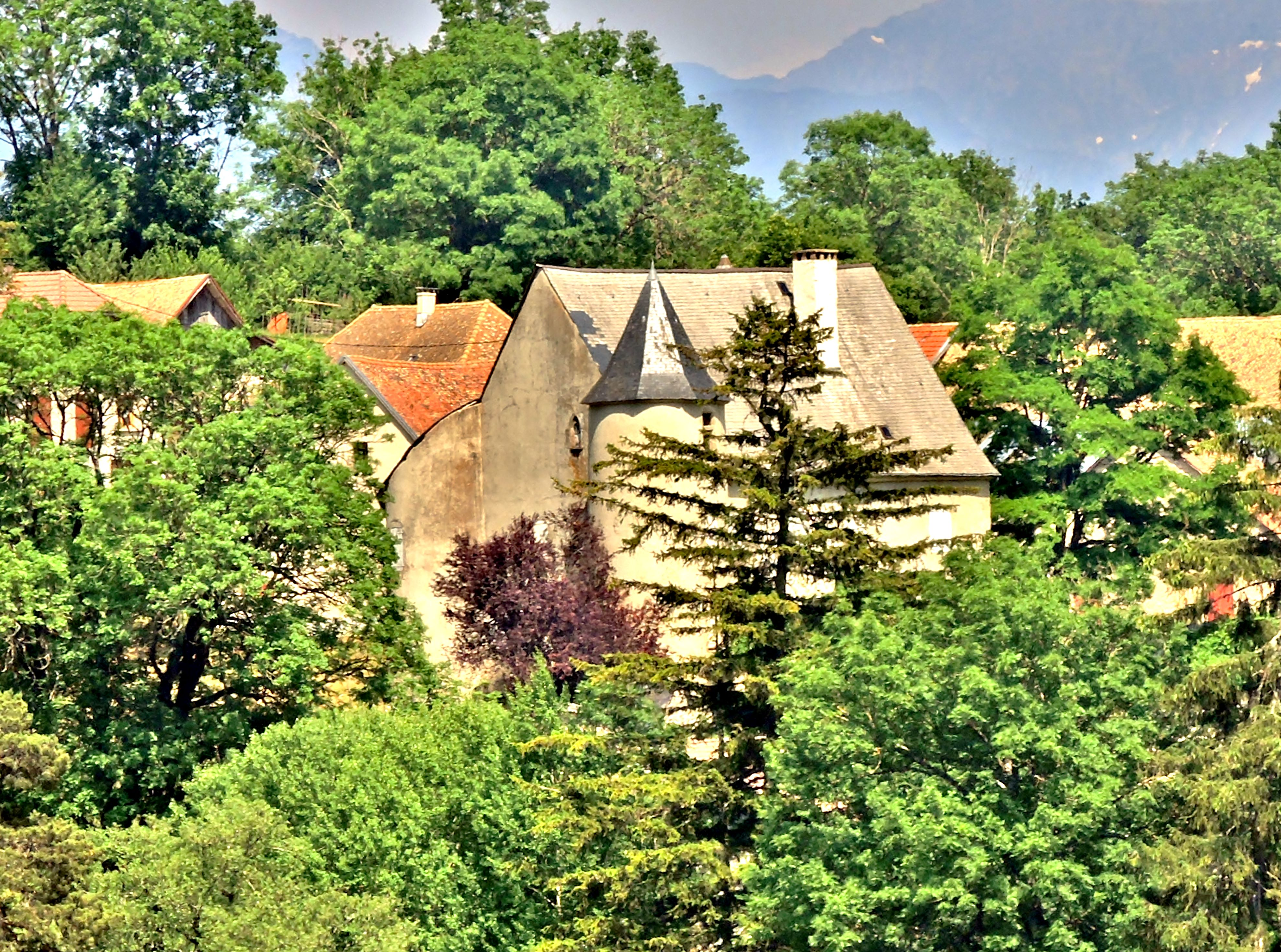
Château de Ruthière depuis la route
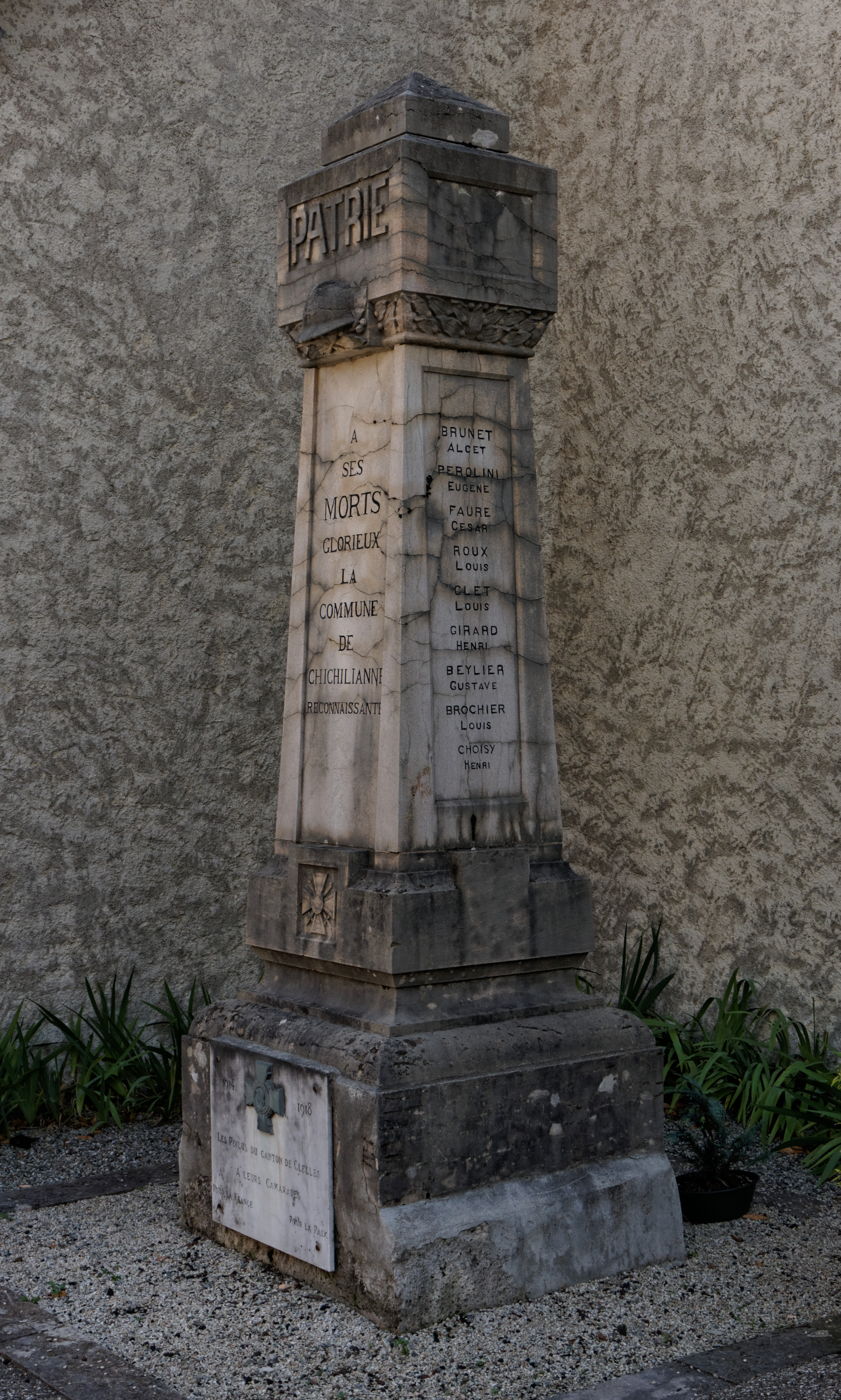
Monument aux morts de Chichilianne
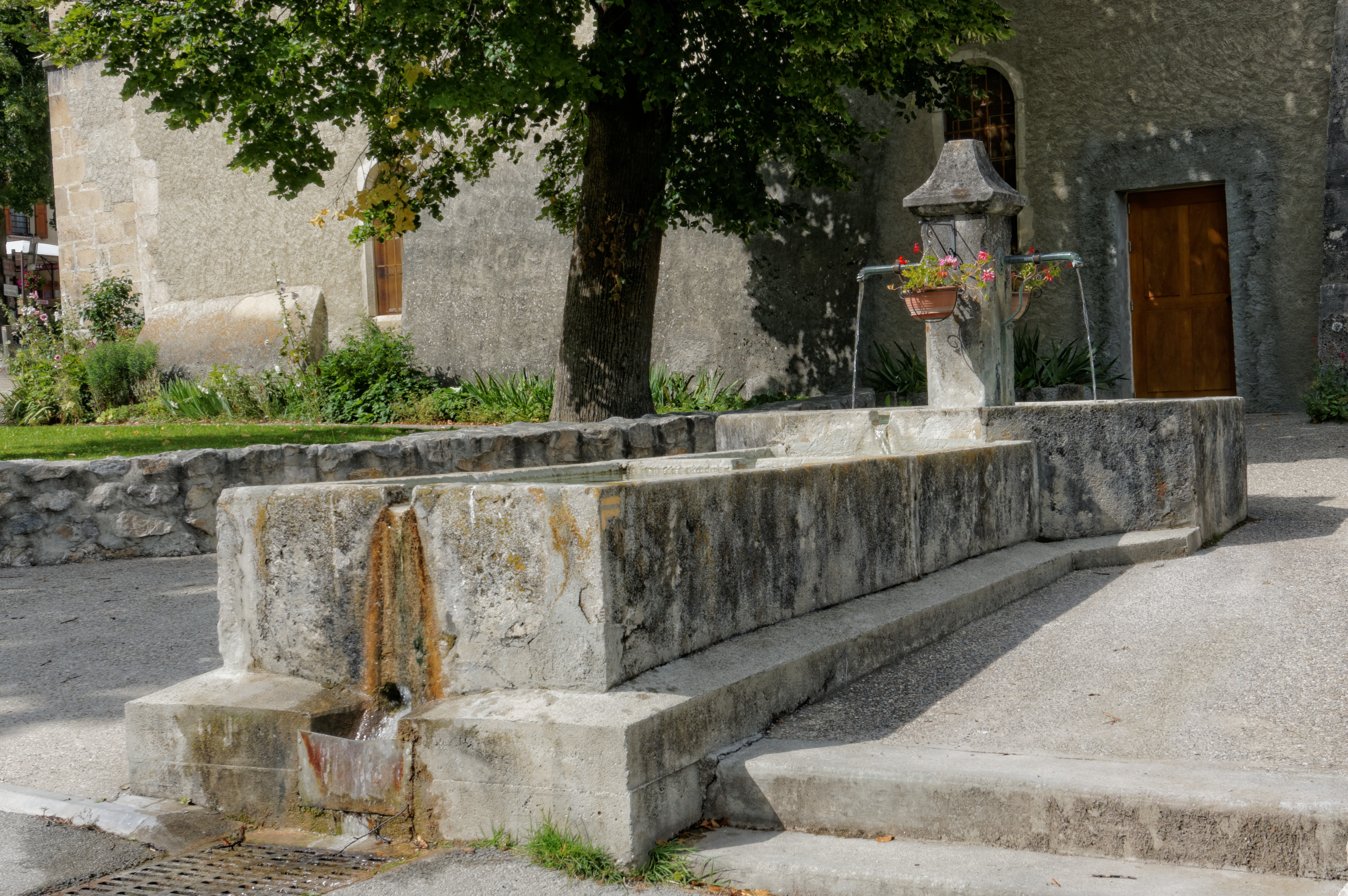
Fontaine de l'église de Chichilianne
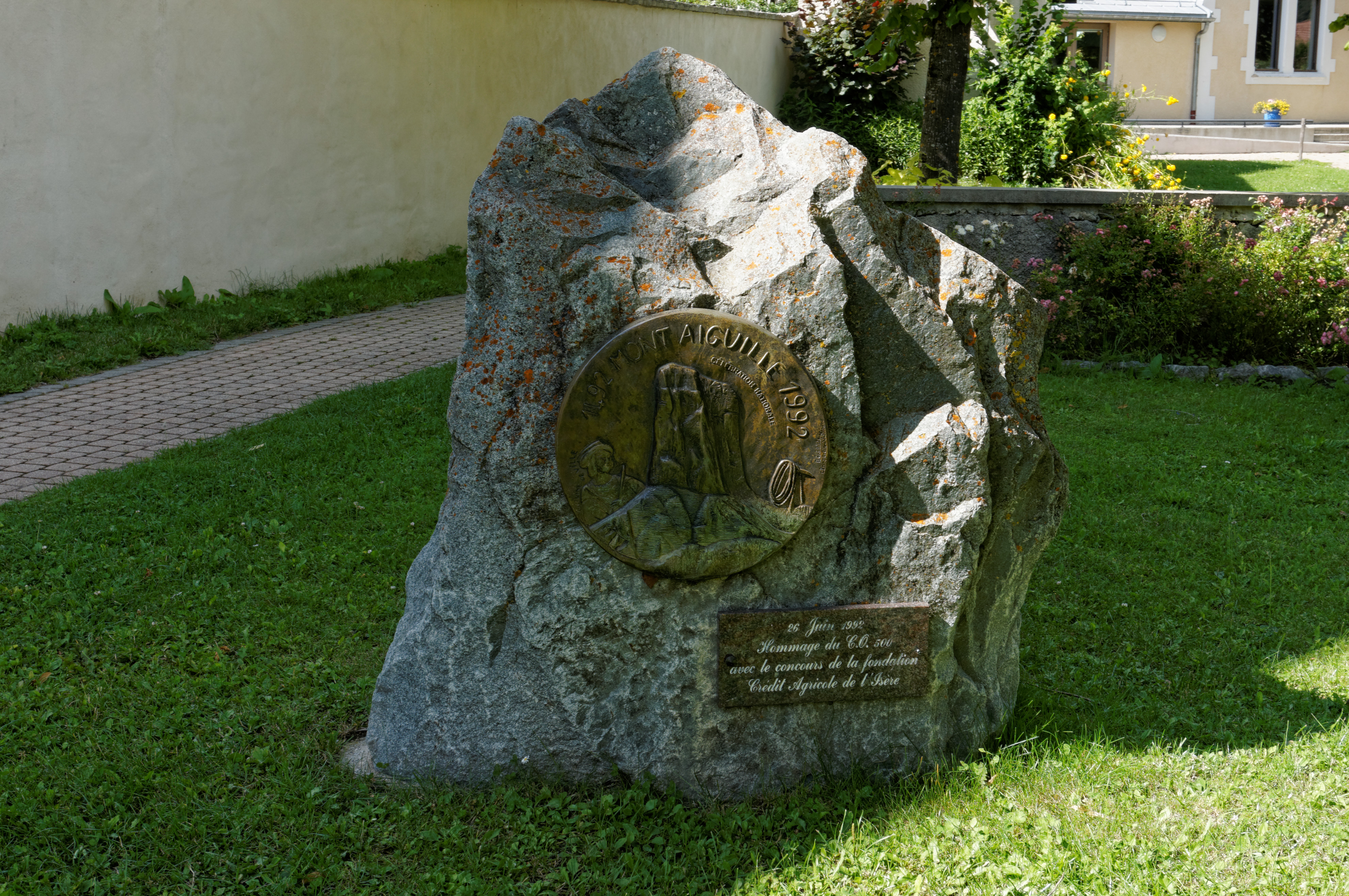
Plaque commémorant l'escalade du Mont Aiguille 1492-1992

### Patrimoine naturel
- La commune est adhérente au parc naturel régional du Vercors
- La réserve naturelle nationale des hauts plateaux du Vercors s'étend à l'ouest du territoire communal.

### Personnalités liées à la commune
- La famille de Louis Thiers, ancien directeur et administrateur de la Société Ricard et du groupe Pernod-Ricard et créateur de l'Union des Clubs Taurins Paul Ricard y possède sa résidence estivale.
- François Gachet, né en 1965 à Chichilianne, champion du monde de VTT descente en 1994.
- L'écrivain français Jean Giono qui cite la commune dans un de ses romans :

« On n'y va pas, on va ailleurs, on va à Clelles (qui est dans la direction), on va à Mens, on va même loin dans des quantités d'endroits, mais on ne va pas à Chichilianne. On irait, on y ferait quoi ? On ferait quoi à Chichilianne ? Rien. »

— Jean Giono, Un Roi sans divertissement

### Héraldique
|  | Chichilianne possède des armoiries dont l'origine et le blasonnement exact ne sont pas disponibles. |